# Ascensor San Agustín

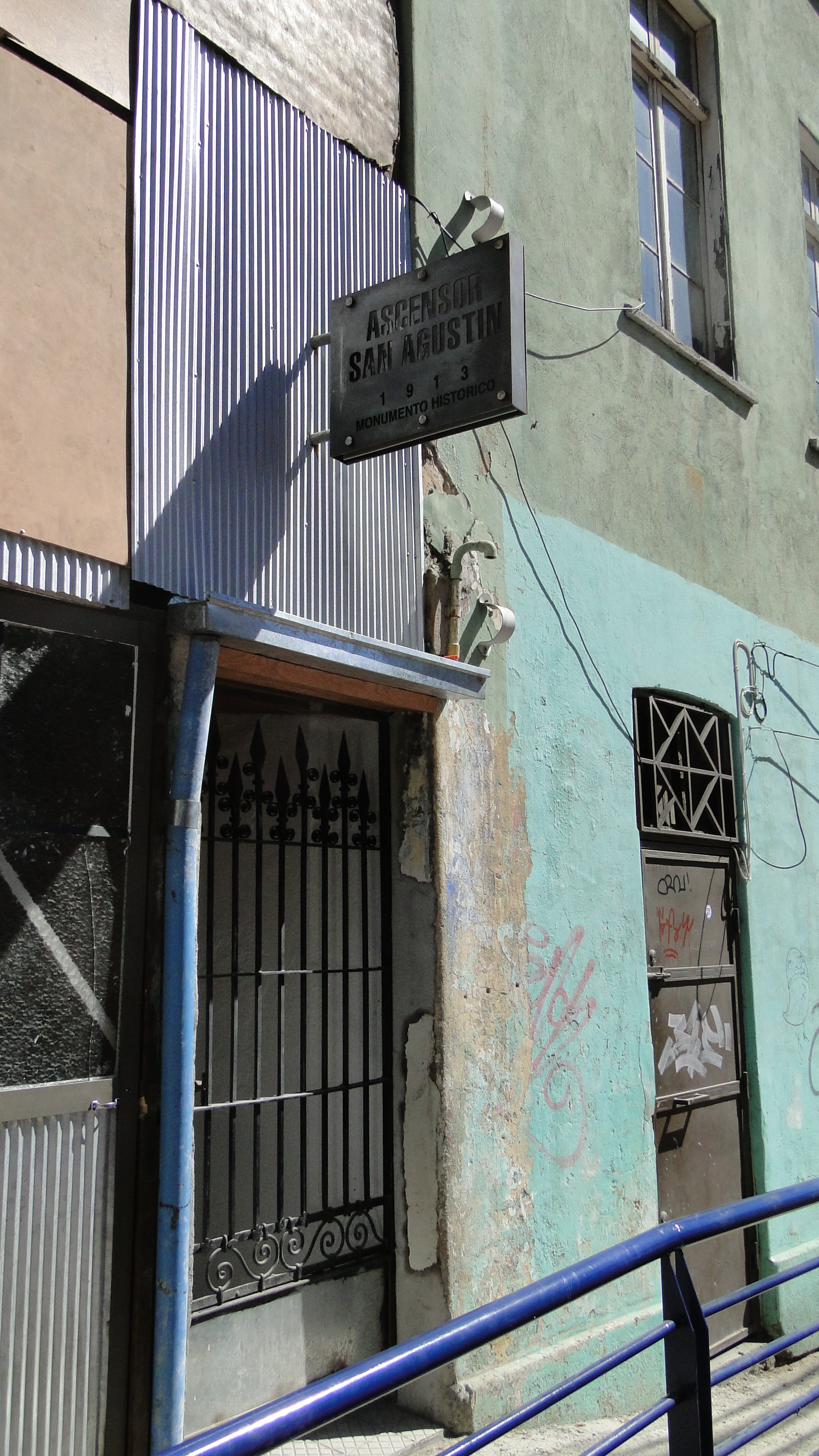
Entrada al ascensor San Agustín por su estación inferior, ubicada en la calle Tomás Ramos.

El ascensor San Agustín es uno de los 16 ascensores que existen en la ciudad de Valparaíso, Chile. Inaugurado el 8 de enero de 1914, complementa el servicio que presta el ascensor Cordillera. Fue declarado Monumento Nacional de Chile, en la categoría de Monumento Histórico, mediante el Decreto Exento n.º 866, del 1 de septiembre de 1998.

## Historia
El ascensor fue inaugurado el 8 de enero de 1914 como un complemento al servicio que prestaba el ascensor Cordillera en el muy poblado Cerro Cordillera.
Estaba programado que las obras de restauración de este ascensor culminaran en marzo de 2012, pero tras anunciar que se entregarían en junio del mismo año, finalmente se terminaron en septiembre. El 23 de septiembre de 2012 se reinauguró el ascensor San Agustín con la presencia de Sebastián Piñera, Presidente de Chile.
El 18 de enero de 2013, un problema sanitario ocasionó la suspensión del servicio del ascensor por diez días, hasta el 28 del mismo mes.

## Descripción
Su estación inferior se localiza en la calle José Tomás Ramos, en una casa del sector ubicada al pie del cerro. Su estación superior da lugar a la calle Canal, al interior del Cerro Cordillera. Sus rieles están asentados en el mismo cerro, y el recorrido pasa por las viviendas del susodicho.
El largo total de la trama vertical es de 51 metros y llega a una cota de 35 metros de altura, con una pendiente de 43,5 grados y un desnivel de 35 metros.